# نیکو پاز
نیکو پاز (انگلیسی: Nico Paz؛ زادهٔ ۸ سپتامبر ۲۰۰۴) بازیکن فوتبال اهل آرژانتین است که برای باشگاه فوتبال کومو به عنوان هافبک بازی می‌کند.

## زندگی شخصی
پاز پسر پابلو باس بازیکن سابق آرژانتینی است که در جام جهانی فوتبال ۱۹۹۸ بازی کرده است. مادر او اسپانیایی است.

## عملکرد باشگاهی

### رئال مادرید
در ۸ نوامبر ۲۰۲۳ پاز اولین بازی خود باشگاه فوتبال رئال مادرید در لیگ قهرمانان اروپا ۲۴–۲۰۲۳ مقابل باشگاه فوتبال براگا انجام داد او در دقیقه ۷۷ جانشین فدریکو والورده شد. در ۱۱ نوامبر ۲۰۲۳ پاز اولین بازی خود را در لالیگا برای وایکینگ‌ها در پیروزی ۵-۱ مقابل باشگاه فوتبال والنسیا انجام داد و در دقیقه ۸۲ به جای دنی کارواخال به عنوان بازیکن تعویضی وارد زمین شد. در ۲۹ نوامبر او اولین گل خود را در لیگ قهرمانان اروپا مقابل باشگاه فوتبال ناپولی به ثمر رساند و به پیروزی ۴–۲ تیمش کمک کرد.

### کومو
در ۲۵ اوت ۲۰۲۴ پاز با قراردادی چهار ساله به ارزش ۶ میلیون یورو به باشگاه فوتبال کومو پیوست. در ۲۶ اوت ۲۰۲۴ او اولین بازی خود را برای باشگاه در تساوی ۱–۱ مقابل باشگاه فوتبال کالیاری به عنوان یار تعویضی وارد زمین شد. در ۱۹ اکتبر ۲۰۲۴ او اولین گل خود را برای باشگاه فوتبال کومو در تساوی ۱–۱ مقابل باشگاه فوتبال پارما به ثمر رساند.

## آمار باشگاهی
تا تاریخ ۱۱ مارس ۲۰۲۵
| باشگاه            | فصل               | لیگ               | لیگ  | لیگ | جام حذفی | جام حذفی | قاره‌ای | قاره‌ای | دیگر | دیگر | مجموع | مجموع |
| باشگاه            | فصل               | دسته              | بازی | گل  | بازی     | گل       | بازی   | گل     | بازی | گل   | بازی  | گل    |
| ----------------- | ----------------- | ----------------- | ---- | --- | -------- | -------- | ------ | ------ | ---- | ---- | ----- | ----- |
| رئال مادرید       | ۲۰۲۳–۲۴           | لالیگا            | ۴    | ۰   | ۱        | ۰        | ۳      | ۱      | ۰    | ۰    | ۸     | ۱     |
| مجموع رئال مادرید | مجموع رئال مادرید | مجموع رئال مادرید | ۴    | ۰   | ۱        | ۰        | ۳      | ۱      | ۰    | ۰    | ۸     | ۱     |
| کومو              | ۲۰۲۴–۲۵           | سری آ             | ۲۶   | ۶   | ۰        | ۰        | _      | _      | _    | _    | ۲۶    | ۶     |
| مجموع کومو        | مجموع کومو        | مجموع کومو        | ۲۶   | ۶   | ۰        | ۰        | _      | _      | _    | _    | ۲۶    | ۶     |
| مجموع آمار        | مجموع آمار        | مجموع آمار        | ۳۰   | ۶   | ۱        | ۰        | ۳      | ۱      | ۰    | ۰    | ۳۴    | ۷     |

## افتخارات

### باشگاهی
رئال مادرید
- لالیگا(۱): ۲۴–۲۰۲۳
- سوپر جام فوتبال اسپانیا(۱): ۲۰۲۴
- لیگ قهرمانان اروپا(۱): ۲۴–۲۰۲۳

### شخصی
- بهترین بازیکن جوان سری آ(۱): ۲۵–۲۰۲۴
- تیم منتخب فصل سری آ (۱): ۲۵–۲۰۲۴

## آمار ملی

### بازی‌های ملی
تا تاریخ ۱۱ مارس ۲۰۲۵
| تیم ملی فوتبال آرژانتین | تیم ملی فوتبال آرژانتین | تیم ملی فوتبال آرژانتین | تیم ملی فوتبال آرژانتین |
| سال                     | بازی                    | گل                      |                         |
| ----------------------- | ----------------------- | ----------------------- | ----------------------- |
| ۲۰۲۴                    | ۱                       | ۰                       |                         |
| مجموع                   | ۱                       | ۰                       |                         |

## عملکرد ملی

### جوانان
پار به تیم ملی فوتبال زیر ۲۰ سال آرژانتین برای تورنمنت موریس رولو ۲۰۲۲ در فرانسه دعوت شد.

### بزرگسالان
او در فهرست ۴۸ نفره مقدماتی تیم ملی فوتبال آرژانتین برای جام جهانی فوتبال ۲۰۲۲ قرار گرفت.
در ۱۵ اکتبر ۲۰۲۴ پاز اولین بازی خود را برای تیم ملی فوتبال آرژانتین در برد ۶-۰ مقابل تیم ملی فوتبال بولیوی در مسابقه مقدماتی جام جهانی ۲۰۲۶ انجام داد و یک پاس گل برای لیونل مسی ارسال کرد.